# منصور إسكوديرو
منصور عبد السلام إسكوديرو (بالإسبانية: Mansur Abdussalam Escudero)‏ مولود باسم فرانسيسكو إسكوديرو بيداتي (بالإسبانية:  Francisco Escudero Bedate)‏ ‏ (7 نوفمبر 1947 - 3 أكتوبر 2010) طبيب نفسي وناشط إسلامي إسباني، عضو مؤسس ورئيس الاتحاد الأسباني للكيانات الدينية الإسلامية (FEERI)‏ بين 1990-2003 والأمين العام للمجلس الإسلامي في إسبانيا (CIE) بين 1991 إلى 2006. كان مختصًّا في الطب النفسي العصبي، وناشطاً في حركة معارضة الطب النفسي التقليدي، ومناهضاً لدكتاتورية فرانكو، وقيادي بارز في تشكيل إسلامٍ مُتقدِّم في إسبانيا، بعد اعتناقه الإسلام في نهاية السبعينيات، حيث لعبَ دورًا بالغ الأهمية في دعْم الدِّين الإسلامي، فضلاً عن دمْجِ المسلمين في النسيج السياسي والديني والاجتماعي.

## نشأته وحياته
وُلد في ألماتشير بملقة. أكمل دراسته الجامعية في الكلية اليسوعية القديس ستانيسلاوس كوسكا في ملقة. وحصل على بكالوريوس في الطب والجراحة من جامعة كومبلوتنسي في مدريد (1973). وتخصص في الطب النفسي العصبي في مركز الصحة النفسية في قرطبة (1976)، تحت إشراف الدكتور ديل بينو قشتالة، الذي عمل معه لمدة سبع سنوات. خلال هذا الوقت، أسس مركزا رائدا في إسبانيا، متخصص في علاج الجشطالت وديناميات الجماعة، وهو مركز العلاقات الشخصية في قرطبة (بالإسبانية: Centro de Relaciones Interpersonales de Córdoba)‏. بين 1976 إلى 1979 عمل في فرنسا مع جان ماري أمبروسي وبيدو كريستيان في أبحاث علمية. شارك بنشاط في حركات مكافحة مراكز الطب النفسي، التي تدعو لإصلاح المستشفيات النفسية.

### نشاطه
كان «منصور» أحد مؤسِّسي اتحاد المؤسَّسات الدينية، ومديرًا لها، وكذلك للجمعية الإسلامية بإسبانيا، وسكرتيرًا عامًّا للجنة الإسلامية بإسبانيا، وشارَكَ في إعداد اتفاق تعاون الدول الإسلامية مع الجمعية الإسلامية بإسبانيا، وتَمَّت الموافقة على هذا الاتفاق في نوفمبر 1992.
في عام 1996 انتقل إلى منزل في الريف بالقرب من المودوفار ديل ريو، قرطبة، حيث عاش وطور عمله حتى وفاته. واستضافت هذه البلدة مقر المجلس الإسلامي في إسبانيا، ومؤسسة حلال، وهي وكالة تابعة لهذه المنظمة والوحيدة المعترف بها رسميا في إسبانيا للمصادقة على المنتجات والخدمات المستوية لشروط الشريعة الإسلامية.
يوم 28 أكتوبر 1998 قٌتلت زوجته صبورة في ظروف غامضة، حيث تم طعنها بوحشية من طرف غريب، والتي كانت تعيش مع منصور في منزله في المودوفار ديل ريو، واسمها الكامل قبل اعتناقها الإسلام أواخر السبعينات هو ماريا خيسوس أوريبي، وكانت تشغل منصب رئيس تحرير موقع ويب إسلام. وهي ليسانس في الفلسفة وعلم النفس، ولها خمسة أولاد. تزوج منصور بعدها بأمريكية اسمها سميرة.
أسَّس منصور مجلة «إسلام بيردي» IslamVerde، علاوة على تأسيس الموقع الإلكتروني «ويب إسلام» webislam، والمجموعة الأدبية «شهادة»، وقدَّمتْ هذه المجموعة للقُرَّاء التفكير الحالي للجالية الإسلامية الأندلسية باللغة الإسبانية، وتدور حول الموضوعات الهامَّة للإسلام، والتحدِّيات الأساسية التي يجب أن يجيبَ عليها الإسلام.
كما نشط «منصور» في المجال الإنساني من خلال مشاريع مكافحة الجوع في بُلدان إفريقية، مثل: النيجر والسنغال وموريتانيا.
في دراسة نشرتها جامعة جورج تاون ومركز الدراسات الإسلامية الاستراتيجية في نوفمبر 2009 بعنوان «المسلمون 500 الأكثر تأثيرا في العالم»، كان منصور اسكوديرو المسلم الأسباني الوحيد في القائمة، وأشارت الدراسة إلى مكانته في «حربه المفتوحة ضد الإرهاب الذي يرتكب باسم الإسلام» وكونه عضوا مؤسسا للعديد من المؤسسات الإسلامية ولجهوده المستمرة في محاولة الحصول على اذن يمكن المسلمين الصلاة في مسجد قرطبة.

### وفاته
توفِّي صباح يوم 3 أكتوبر 2010 في بيته «دار السلام»، وهو اسم منزله في المودوفار ديل ريو بقرطبة عن عُمرٍ يناهز 63 عامًا، بينما كان يؤدي صلاة الفجر.

## وصلات خارجية
- ويب إسلام أكبر موقع إسلامي بالإسبانية.
- تكريما لمنصور اسكوديرو... نادية ياسين.